# Paolo De Ceglie
Paolo De Ceglie (Aosta, 17 de setembre de 1986) és un futbolista italià que jugà per al club de la Sèrie A Juventus FC des de 2006 fins al 2015.